# アンヌ・マリー・ルイーズ・ドルレアン
アンヌ・マリー・ルイーズ・ドルレアン（Anne Marie Louise d'Orléans, 1627年5月29日 - 1693年4月3日）は、フランスの王族。モンパンシエ女公。ラ・グランド・マドモワゼル（La Grande Madomiselle）の呼び名で知られる。

## 生涯
オルレアン公ガストンと最初の妃マリー・ド・ブルボン＝モンパンシエの長女として、ルーヴル宮殿で生まれた。母は出産後に亡くなり、アンヌ・マリーは母からモンパンシエ公位とシャテルロー公位を受け継いだ。
王弟とブルボン家の古い分家の相続人を両親に持ち、膨大な遺産を相続しているアンヌは、幼い頃から様々な縁談が持ち込まれた。彼女自身は11歳年下の従弟ルイ14世と結婚することを望んだが叶わなかった。不運なのか自身のわがままのせいか、高貴な男性と結婚したいと不満がつのり、当時プリンス・オブ・ウェールズだったイングランド王チャールズ2世の名も候補に含まれていたという。
フロンドの乱が勃発すると、ジュール・マザラン枢機卿に失望したアンヌは国王側に就かなかった。彼女は軍の一隊を率いてフロンド側のコンデ公ルイ2世に味方したのである。しかし彼女の政治的重要性はわずか6ヶ月しか持たず、フロンドの乱が王党派に早期鎮圧されると立場が不利になり、ルイ14世からの不信を招いたため、その後数年間私領に引きこもる生活をしなければならなかった（ルイの彼女への不信は一生続いた）。1657年になるまで宮廷に足を踏み入れることができず、再び彼女の結婚話が持ち出される頃には当時の結婚年齢を超えていた。
アンヌは40歳近くになって、ローザン公アントワーヌ・ド・コーモンと恋に落ちた。彼はフロンドの乱で、国王側のテュレンヌ将軍配下の軍人貴族だった。ルイはこの2人の結婚の許しをなかなか出さず、莫大な資産家である王族のアンヌを外国の王族にでも縁づけたいと考え、アントワーヌを捕らえ投獄した。しかしアンヌは自身の所領であるショワジー城をメーヌ公ルイ・オーギュスト（ルイ14世とモンテスパン夫人の子）へ譲ることでアントワーヌの身代金とし、10年かかって彼を解放させることができた。2人は1681年に秘密裡に結婚したが、アントワーヌは妻に虐げられ、アンヌの方も夫とすぐに別居し、死ぬまで会うことを拒み続けたという。
信仰の生活を送るアンヌは、余生をリュクサンブール宮殿で過ごし、そこで死んだ。死ぬまでの7年間に膨大な回顧録を完成させた。子供がなかったため、彼女の持つモンパンシエやオーヴェルニュなどの所領は、ルイ14世の弟オルレアン公フィリップ1世とその妻エリザベート・シャルロット、メーヌ公、コンティ公ルイ・アルマン1世らに相続された。